# Vörös lista
A kihalással fenyegetett fajok vörös listája (Red List of Threatened Species), vagy egyszerűen Vörös lista, az élőlények természetvédelmi státuszának legismertebb, legnagyobb múltú és legátfogóbb globális leltára, melyet a Természetvédelmi Világszövetség (IUCN) hozott létre 1948-ban.
| A Vörös Lista kategóriái | A Vörös Lista kategóriái                  | A Vörös Lista kategóriái                         |
| ------------------------ | ----------------------------------------- | ------------------------------------------------ |
|                          | Kihalt (Extinct)                          |                                                  |
|                          | Vadon kihalt (Extinct in the Wild)        |                                                  |
|                          | Fenyegetett (Threatened)                  | Súlyosan veszélyeztetett (Critically Endangered) |
|                          | Fenyegetett (Threatened)                  | Veszélyeztetett (Endangered)                     |
|                          | Fenyegetett (Threatened)                  | Sebezhető (Vulnerable)                           |
|                          | Mérsékelten fenyegetett (Near Threatened) |                                                  |
|                          | Nem fenyegetett (Least Concern)           |                                                  |
|                          | Adathiányos (Data Deficient)              |                                                  |
|                          | Felméretlen (Not Evaluated)               |                                                  |

A „Fenyegetett” csak félhivatalos kategória, a három alkategória gyűjtőneve.

## Történelem
Az IUCN 1966-ban adta ki első "Red Data Book" néven ismert műveit, amelyek az emlősökre és madarakra vonatkoztak. Peter Markham Scott, az IUCN Survival Service Commission elnöke kezdeményezte az első, veszélyeztetett állatokat és növényeket bemutató kiadványt, amely 1962-ben jelent meg. Az első változat 211 emlős- és 312 madárfajt tartalmazott. Az 1966-1971 közötti második kiadásban már több állatcsoport is szerepelt, és bevezették a veszélyeztetettségi kategóriákat.
Az 1996-os kiadás volt az utolsó nyomtatott változat, amely 5.205 fajt sorolt fel, és ekkor jelent meg először az EX (kihalt) kategória is. Az első online változat 1996-ban jelent meg, majd 2000-ben már növényeket is tartalmazott a lista.
A 2008-as felmérés szerint az emlősök 21%-a veszélyeztetett. A 2024-es állapot szerint az IUCN számos állatcsoport veszélyeztetettségi adatait tette közzé, például a madarak 12,2%-a és az emlősök 24,5%-a van veszélyben. Az emlősök közül 6.387 faj rendelkezik veszélyeztetettségi besorolással, ebből 86 kihaltnak számít.
Németországban az első veszélyeztetett fajokat listázó Vörös Lista 1971-ben jelent meg. Az 1996-os és 1998-as kiadásokban minden ismert faj szerepelt, és azóta egységes veszélyeztetettségi kritériumokat alkalmaznak. Svájcban az első Vörös Lista 1977-ben jelent meg, és azóta több állat- és növénycsoport veszélyeztetettségét vizsgálták.
A Vörös Listák évente frissülnek, és az aktuális adatok az IUCN weboldalán elérhetők.